# 제기동
제기동(祭基洞)은 서울특별시 동대문구의 동이다.
동대문구의 북서쪽 가장자리에 위치하며, 서쪽으로 안암동(성북구), 북쪽으로 종암동(성북구), 동쪽으로 청량리동, 남쪽으로 용신동과 접해있다. 제기동 중심에는 정릉천이 지난다. 조선 시대에도 마을을 이루었다.

## 명칭의 유래
동의 명칭인 ‘제기(祭基)’는 ‘제사터’를 의미하며, 조선초에 지어진 선농단으로부터 비롯되었다고 여겨진다.
조선 시대 선농단에서는 왕이 직접 밭을 갈고 신농씨와 후직씨에 제를 지내는 선농제가 거행되었는데, 일제강점기에 끊긴 것을 제기동 주민들이 ‘선농단 친목회’를 조직하여 1979년부터 매년 1차례 제를 올렸고, 1992년부터는 동대문구청에서 행사를 담당하게 되었다.

## 연혁
조선 시대에는 제기리계(祭基里契)로 인창방(仁昌坊)에 소속되었다. 일제강점기에는 제기정(祭基町)이 되었고, 1943년에는 경기도 경성부 동대문구에 속하게 되었다. 해방 후인 1946년에 현재의 명칭인 제기동으로 개칭되었다.
조선 숙종 24년(1698년)에는 호랑이가 촌가의 울타리를 넘어 들어온 기록이 있다. 청량리 로터리에서 고려대학교 뒷편에 이르는 일대는 일제강점기까지 논과 밭이 주를 이루었고, 1960년대 후반 주변 도로가 개설되고 청량리 상가가 발전하면서 3개 동 40만m2에 5만이 넘는 인구가 거주하기도 했다.

## 지역 정보

보제원터

- 동쪽으로는 홍릉시장, 동서시장, 약령시, 경동시장, 청량시장 등 시장들이 모여 있고, 북서쪽으로는 고려대학교가 마주보이는 안암로를 따라 하숙촌과 막걸리촌이 모여 있다.[5]
- 선농단, 경동 약령시, 보제원터가 위치한다.

## 같이 보기
- 대한민국의 행정 구역